# 藤井徳昭
藤井 徳昭（ふじい のりあき、生年不明 - 元禄7年11月23日（1695年1月8日））は、江戸時代前期の武士。藤井 紋太夫（ふじい もんだゆう）の通称でも知られる。水戸藩2代藩主の徳川光圀に仕えて重用され、同藩家老に昇るが、後に光圀によって殺害された。

## 生涯

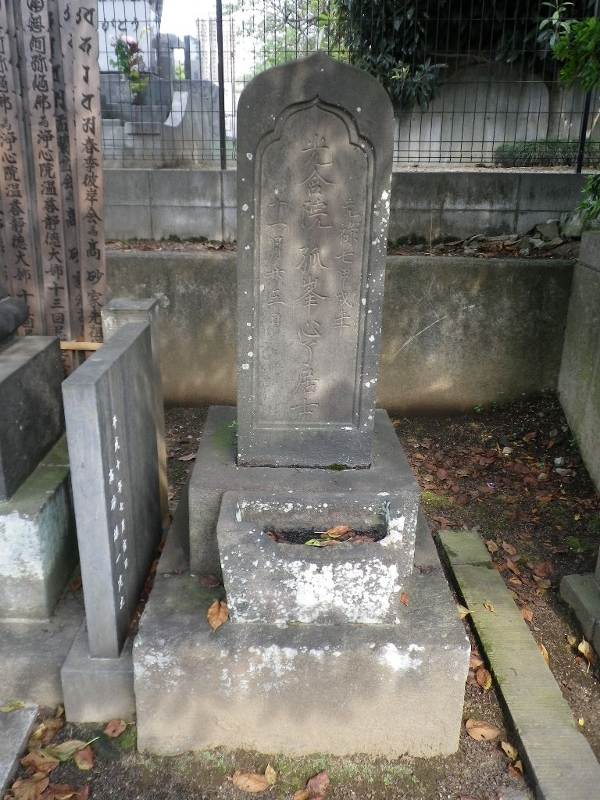
伝通院（東京都文京区小石川）にある藤井徳昭の墓。戒名は「光含院孤峯心了居士」。

旗本・荒尾久成の四男で、水戸徳川家に仕える親戚の老女藤井の養子となる。兄に旗本荒尾久次、荒尾成継。伯父に鳥取藩家老の荒尾成利、荒尾嵩就、和田三正。
水戸徳川家に仕える老女藤井の養子となり、2代藩主・徳川光圀に小姓として仕える。以後、光圀に重用され、延宝6年（1678年）に小姓頭、天和元年（1681年）に中老、貞享4年（1687年）に大番頭と累進する。光圀の隠居後も、3代藩主・綱條に引き続き仕えて、元禄6年（1694年）には禄高800石の大老となる。ところが元禄7年11月23日（1695年1月8日）、小石川水戸藩邸で行われた能会において、光圀に刺殺された。
光圀が徳昭（紋太夫）を殺害した理由について、講談や小説、時代劇等では、徳昭が光圀失脚を画策する柳沢吉保に内通したためなどとされることが多いが、真相は不明である。

## 松田家の伝書
十四世・喜多六平太に芸を仕込んだ松田亀太郎は、水戸家に抱えられていた能役者の家柄だった。六平太は松田家に伝わる藤井紋太夫が誅殺された場面の記録を憶えていて、談話にしている。それによると当日の能の演目は「鍾馗」の半能（一曲の後場だけを演ずること）で、徳川光圀は面をかけないで演ずることにしたという。鏡の間で出番を待つ間に、光圀は人払いをして紋太夫を呼び出し、自分が「鍾馗」を演ずる気持ちや、鍾馗というのは古の忠臣烈士であることをこんこんと教え、出番の知らせを受けると同時に立ち上がって平伏していた紋太夫の首を打ち落とし、「おう鬼神に横道なしといふに、なんぞみだんに騒がしく、帝都に乱れ天子を悩まし」と謡いながら舞台に出ていったという。
この貴重な文献は、行方不明になってしまった。

## 演じた俳優
- 月形龍之介（『梅里先生行状記 龍神剣』、1942年）
- 佐藤慶（『水戸黄門 第1部』、1969年）
- 横森久（『元禄太平記』、1975年）
- 高城淳一（『峠の群像』、1982年）
- 大出俊（『水戸黄門 第29部』、2001年）
- 小倉一郎（『水戸黄門 第43部』、2011年）